# 다케다 다쿠마
다케다 다쿠마(일본어: 武田 拓真, 1995년 10월 12일~)는 일본의 축구 선수이다.

## 구단 경력
그는 2018년 J2리그의 파지아노 오카야마에 입단했고, 3년동안 팀에서 뛰었다. 2021년 J3리그의 이와테 그루자 모리오카로 이적했다. 2021년 J3리그 준우승으로 J2리그로 승격했다.